# Міллер Жан Августович
Міллер Жан Августович (Яніс Шепте; 26 серпня 1880 — 1942) — професійний революціонер.

## Біографія
Народився в Ренненській волості Гольдінгенського повіту Курляндської губернії. Член РСДРП(б) із 1905. Під час революції 1905—1907 — на «військово-бойовій роботі» в Латвії. Брав участь у Кулдігському збройному повстанні, потім перебував у складі «лісових братів». Делегат Першої (Таммерфорської) конференції бойових і військових організацій РСДРП (грудень 1905). 1907—1917 — в еміграції у США, де закінчив вищі комерційні курси. 1917 за рішенням ЦК РСДРП(б) посланий до Криму. Від жовтня 1917 — губернський партійний організатор, голова партійного комітету Євпаторійської організації РСДРП(б), згодом очолив організацію РСДРП(б) у Сімферополі. У січні 1918 — на чолі Сімферопольської ради робітничих і солдатських депутатів. Наприкінці січня 1918 обраний головою Таврійського ЦВК. Був ініціатором і активним натхненником червоного терору на півострові. За ініціативи М. на півострові були проведені повальні арешти та розстріли. Після падіння Радянської Соціалістичної Республіки Тавриди в квітні 1918 був призначений на посаду голови Тамбовського губернського к-ту РКП(б). На 6-му Всерос. з'їзді рад був обраний до Всерос. ЦВК. Від 1919 до 1931 перебував у США, там як представник рад. влади допомагав «американським товаришам» у справі організації місц. комуніст. партії. На поч. 1930-х рр. повернувся до СРСР, де став працювати на госп. роботі. Від 1933 працював позаштатним парт. слідчим. Персональний пенсіонер.